# Trichodesma incanum
Trichodesma incanum (триходесма сива) — широколиста рослина, вперше описана Олександром Андрійовичем Бунге, а сучасну назву їй дав Альфонс Декандоль. Поширення: Афганістан, Іран, Ірак, Казахстан, Киргизстан, Пакистан, Таджикистан, Туркменістан, Туреччина, Узбекистан.

## Біоморфологічна характеристика
Це гілляста багаторічна трав'яниста рослина з густими білими майже притиснутими волосками. Нижнє стеблове листя 2–83 × 10–3.5 см, від еліптично-довгастого до яйцеподібного, верхнє менше за розміром. Суцвіття кінцеве, малоквіткове. Приквітки лінійні, 3–6 мм завдовжки. Квітконіжки 1–2 см завдовжки, волохаті. Чашечка ≈ 15 мм завдовжки, при плодах до 18 мм; частки яйцеподібно-загострені, густо запушені. Віночок блакитний; трубка 63–7.5 мм завдовжки, відгин ± 22 мм завширшки; частки яйцеподібно-загострені. Горішки ≈ 5 мм завдовжки, зазвичай виїмчасті, зморшкуваті, горбкуваті на дорсальній поверхні. Цвітіння: травень і червень.

## Значення
Це карантинна отруйна рослина, бур'ян зернових, зернобобових та круп’яних культур.